# Klabautermanden
 For alternative betydninger, se Klabautermanden (flertydig). (Se også artikler, som begynder med Klabautermanden)
Klabautermanden (fra nedertysk klabastern, banke eller larme) er et overnaturligt væsen, en bankeånd, der usynligt sejler med på skibe. Han beskrives ofte som en lille trold eller nisse med rødt hår og grønne tænder, pibe og en hammer som symboler.
Som udgangspunkt er han en god ånd, der med sin kalfatrekølles banken advarer skibstømreren om svage steder på skibet. Så længe hans hamren høres om bord er det godt, men begynder han at høvle er det et dårligt tegn på for eksempel storm. Er skibet dømt til forlis kommer han til syne på broen for at tage afsked med kaptajnen.
Historierne om Klabautermanden er overleveret igennem sømandskredse over mange år og han er med tiden blevet mere uhyggelig og forbundet med undergang. For eksempel beskrives han også nogle gange som en benrad i olietøj med tang i håret og skægget – som en sømands genfærd, der varsler ulykke eller dødsfald om bord.
Det siges han kommer om bord over boven og man skal derfor ikke lade tovender hænge i vandet.
Aksel Sandemose har brugt Klabautermanden litterært i romanen Klabavtermanden fra 1927, som er filmatiseret i 1969.